# Wario

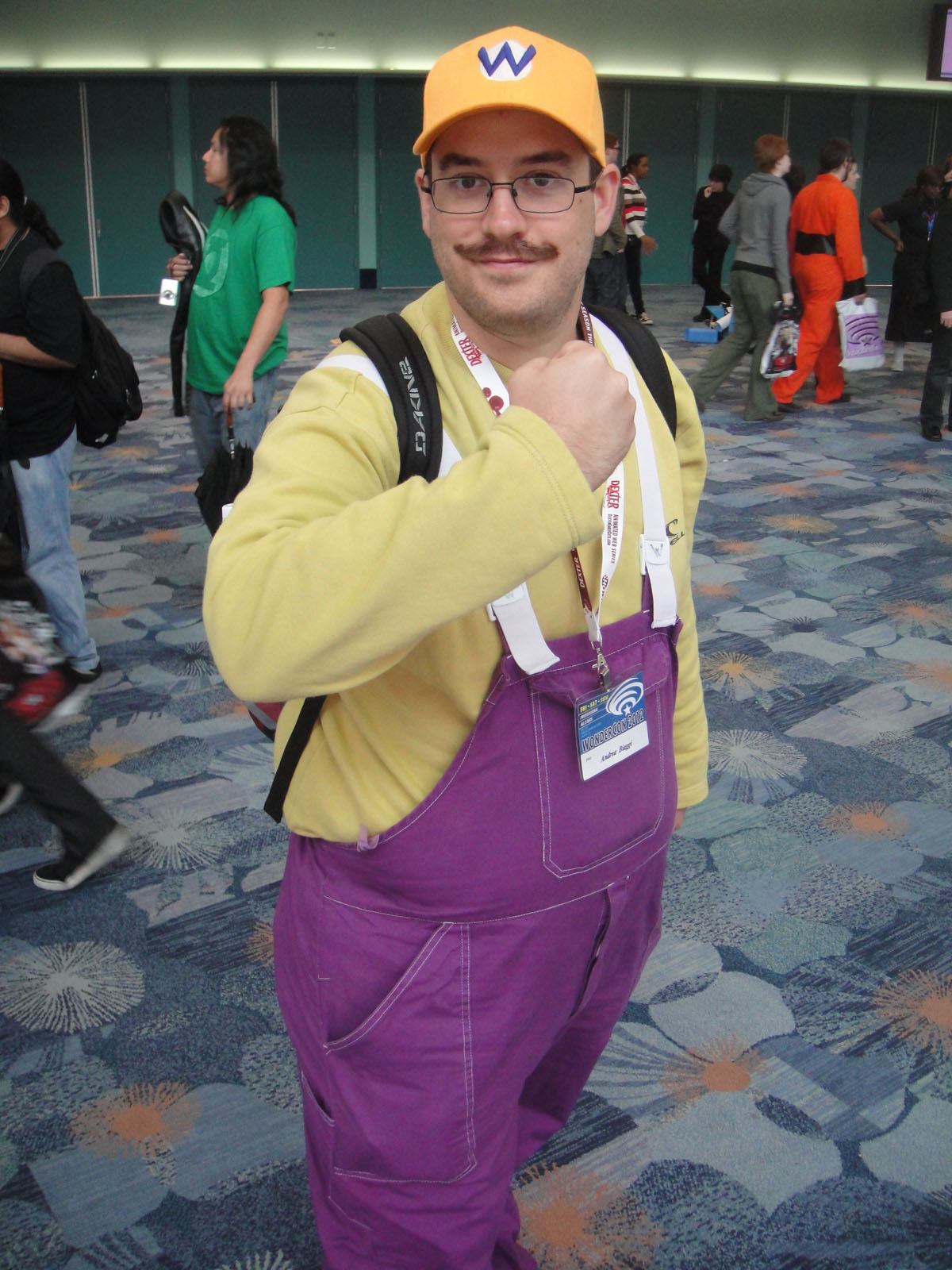
Ein Cosplayer als Wario

Wario (jap. ワリオ) ist eine Videospielfigur von Hiroji Kiyotake, die als Antagonist zur Nintendo-Figur Mario kreiert wurde und dieser zunächst als geldgieriger Fiesling gegenüberstand. Sein Debüt hatte Wario 1992 als Oberschurke und Endgegner im Game-Boy-Spiel Super Mario Land 2: 6 Golden Coins. Als spielbarer Protagonist erschien Wario zuerst 1994 in Wario Land – Super Mario Land 3. Seitdem sind zahlreiche andere Jump-’n’-Run-Spiele mit Wario erschienen. Weitere Auftritte hat Wario in den Rahmenhandlungen der ab 2004 erschienenen Spiele der WarioWare-Reihe und in diversen Ablegern der Mario-Reihe.
Der Name „Wario“ entstand durch ein Wortspiel mit dem Namen „Mario“ und dem japanischen Adjektiv warui (悪い) für böse, folglich bedeutet es „böser Mario“. Im Englischen wird diese Bedeutung durch das Wortspiel mit dem Nomen war für Krieg deutlich.

## Erscheinungsbild

Warios Emblem, das er auf seiner Mütze trägt

Wario ist eine übergewichtige, wenngleich sehr muskulöse und rotnasige Karikatur eines italienischen Schurken, wobei sein Design auf dem Aussehen Marios basiert. Dieses wurde so abgewandelt, dass aus dem Helden, den Mario verkörpert, eine Antihelden-Figur wurde.
Charakteristisch sind die gelbe Schirmmütze und der lilafarbene Overall über einem gelben T-Shirt. Bereits diese Farbkombination ist ein Angriff auf das Auge und das Gegenteil zu Marios angenehmer Erscheinung. (Man beachte, dass die Farben Gelb und Lila als Komplementärkontrast in einer Dissonanz wirken, wie sie besonders auch von dem niederländischen Maler Vincent van Gogh eingesetzt wurde). Weitere stilistische Merkmale eines Bösewichts erfüllt Wario durch seinen bösen, heimtückischen und gemeinen Blick, sein feistes, hämisches Lächeln und seine dicke, rotangelaufene Knollennase. Auch er trägt – wie Mario – einen Schnurrbart, der durch seine gezackte Form jedoch keineswegs sympathisch wirkt, sondern dem Schurkenschema entspricht. Um das Bild des Fieslings zu vollenden, hat Wario zudem ein wahnsinniges Lachen.
Warios „Markenzeichen“ und Erkennungssymbol ist das „W“, das sowohl seine Kleidung, als auch seine Architektur ziert. Metaphorisch wird mit der Umkehrung des Buchstabens „M“ zu „W“ auch die Umkehrung aller Attribute und Werte angedeutet – ein weiterer Beleg für Warios Rolle als Gegenspieler. Marios Victory-Zeichen, das er nach Bewältigung eines Levels zum Siege zeigt, wird bei Wario zum „Wario-Zeichen“, indem er drei Finger benutzt, um egozentrisch auf sich zu verweisen.
In der „WarioWare“-Spielreihe ist Wario jedoch üblicherweise in einem Biker-Outfit anzutreffen. Er trägt einen rot-gelben Helm und fingerfreie Handschuhe – alles selbstverständlich mit einem „W“ verziert – sowie einer abgewetzten Jeansjacke über einem hellblauen T-Shirt, eine rosafarbene Hose und einer altmodischen Fliegerbrille auf dem Helm. In einigen Mini-Spielen hat er wiederum themenspezifische Erscheinungsformen, beispielsweise als Flipperautomat (wobei er aus seinen Nasenlöchern Pinbälle schießt), als Schwimmer in einem gestreiften Schwimmsuit oder auch als Strichmännchen.
An seinen Füßen trägt Wario Schnabelschuhe. Sie sind grün oder blau (nur beim Biker-Outfit).
In Mario Kart: Double Dash!! fährt Wario eine lange violette Mafia-Karosse, den „Wario-Schlitten“, und wirft mit Bomben, die Mario-Fans als „Bob-Ombs“ bekannt sind. In Verbindung mit den eingangs erwähnten Attributen ließe sich diese Darstellung als Anspielungen auf einen Mafia-Boss deuten, jedoch geht diesbezüglich nichts aus offiziellen Angaben seitens Nintendo hervor.
Sein absurdes Erscheinungsbild wird von vielen Designern verspottet. So wird Wario im DS-Spiel Super Mario 64 DS von Toad oftmals als „furchtbar“ bezeichnet (was Toad dann schnell in „furchtbar gesund“ abwandelt). Auch auf seine Vorliebe zu Knoblauch wird in vielen Spielen Bezug genommen: Ihm wird oft ein fauler Atem nachgesagt.

## Geschichte
Erstmals tauchte Wario als Marios Gegenspieler im Game-Boy-Spiel Super Mario Land 2: 6 Golden Coins auf. Er hatte Marios Schloss in Besitz genommen, unterlag aber am Ende Mario und musste es wieder abgeben.
Daraufhin startete er seine eigene Videospiel-Karriere als Protagonist von Jump-’n’-Run-Spielen. Nach vier Wario-Land-Spielen für die verschiedenen Game-Boy-Systeme erschien mit dem GameCube-Titel Wario World das erste Wario-Jump-’n’-Run in 3D. Im Game-Boy-Advance-Spiel WarioWare, Inc.: Minigame Mania versuchte sich Wario erstmals auch als Spieleentwickler und legte damit den Grundstein für eine Reihe ausgefallener Minispiel-Sammlungen für Game Boy Advance, GameCube und Nintendo DS, Wii und schließlich Nintendo Switch: die WarioWare-Reihe. Mit Wario Land: The Shake Dimension erschien 2008 wieder ein 2D-basiertes Jump ’n’ Run für die Wii.

## Hintergründe
Wario wurde in Super Mario Land 2 als neuer Gegenspieler Marios eingeführt. Prinzipiell spielt er dabei eine abgewandelte Form des bösen Doppelgängers, der im finalen Bosskampf selbst von den (sonst Mario zugedachten) Power-Items Gebrauch macht.
Was Wario von Mario unterscheidet (abgesehen von seinem grotesken Äußeren), ist der Umstand, dass Mario zumeist als selbstloser Held auftritt, während Wario sich vor allem durch rüpelhaftes Benehmen und extreme Gier auszeichnet. Während Mario Prinzessinnen und Länder rettet, sucht Wario lieber Schätze um seinen Reichtum zu erweitern.
In weiteren Spielen wurde Warios Bösewicht-Image leicht abgeschwächt. Wario ist nunmehr häufig in der Rolle des mehr oder weniger typischen Antihelden zu sehen, den bei seinen Abenteuern moralische Bedenken eher kalt lassen und der in erster Linie an sich selbst denkt, dabei jedoch auch (meist ohne es selbst zu merken) Gutes tut. Obwohl es grundsätzlich gilt, Schätze zu suchen oder (im Fall von Wario Land 2) sich der Rache der Black Sugar Piraten zu erwehren, werden ganz nebenbei Bösewichte vertrimmt, verloren geglaubtes Diebesgut wiedergefunden und verwunschene Personen gerettet.

## Sonstiges
Wario unterscheidet sich in seinen Fähigkeiten von Mario. Wario kann einen Rempler ausführen und seine Gegner so wegschleudern. Wario zerstampft seine Gegner auch nicht einfach, bei einem Sprung auf ihren Kopf werden sie paralysiert, Wario kann sie aufheben und durch die Gegend werfen. Alternativ zerquetscht er sie mit seinem Stampfsprung.
Warios Erzfeind ist Captain Sirup (auf Deutsch Käpt’n Kandis), die Anführerin der Black Sugar Gang. Diese besitzt in Wario Land - Super Mario Land 3 eine Wunderlampe, deren Dschinn Wario zu einem ersehnten Schloss helfen soll. Ironischerweise verlangt der Flaschengeist eine angemessene Bezahlung für seine Dienste. Weitere Gegenspieler Warios sind der Clown Rudy aus Wario Land 3, die Goldene Diva aus Wario Land 4, König Rüttelbert aus Wario Land: The Shake Dimension und das Finstere Juwel aus Wario World.
Während Wario sich bei seinem ersten Auftritt als Hauptdarsteller in Wario Land - Super Mario Land 3 auf drei PowerUp-„Helme“ (Drache, Stier und Düsenjet) verlässt, führte Nintendo in Wario Land 2 und 3 eine Art Unsterblichkeit ein; bei Berührung mit Gegnern und Fallen verändert sich höchstens Warios Form, was auch mit einer Veränderung seiner Fähigkeiten einhergeht und oftmals durchaus erwünscht ist. In Wario Land 4 verzichtete man jedoch wieder auf Warios Unverwundbarkeit, seine Verwandlungsmöglichkeiten blieben jedoch weitgehend unangetastet.
Bei dem in Deutschland am 1. Juni 2007 erschienenen Wario - Master of Disguise für Nintendo DS wird Wario dank eines gestohlenen Zauberstabs zum wahren Verwandlungskünstler. Mithilfe des Touchpens wird er zum Astronauten, Drachen, Kapitän, Teufel, Erfinder oder Künstler. Seine normale Erscheinungsform ist hierbei Langfinger-Wario, der ebenfalls Unterschiede zu seinen anderen Versionen hat. Er hat eine Art Helm mit Feder auf dem Kopf, was ihn noch schurkenhafter aussehen lässt. Sein Markenzeichen rote Nase mit Zickzack-Schnurrbart jedoch bleibt unberührt.
Wario wird wie fast alle anderen Mario-Figuren von Charles Martinet gesprochen.

## Waluigi
Der Gefährte Warios ist Waluigi, sozusagen der „böse Luigi“: In der japanischen Sprache gibt es keine Unterscheidung zwischen /l/ und /r/, sodass auch der Name Waluigi (japanisch ワルイージ Waruīji) vom japanischen Wort warui für „böse“ stammt. Waluigis Aussehen ist eine Art Kreuzung aus Warios Kleidung und Gesicht und der enormen Agilität Luigis, seines Vetters. Besonders typisch sind Waluigis sehr lange Beine, die ihn zu sehr hohen Sprüngen verhelfen, der nach oben gezackte Schnurrbart und sein vorstehendes Kinn. Waluigi trat erstmals auf in Mario Tennis 64, das in Europa am 3. November 2000 erschien, und war primär dazu gedacht, in Analogie zur Paarung Mario-Wario, Luigi einen persönlichen Gegner entgegenzustellen. Seitdem ist er in vielen Spielen der Mario-Reihe vertreten, z. B. in Mario Kart DS und Mario Slam Basketball.
Waluigis Zeichen ist ein umgedrehtes „L“, was ein Verweis zu Luigi ist, dessen Zeichen das „L“ ist. Die lilafarbene Kleidung ist das Gegenteil von Luigis grüner Kleidung.
Wie Wario wird Waluigi von Charles Martinet gesprochen.

## Wario-Videospiele
- Hauptspiele:
  - Wario Land: Super Mario Land 3 (Game Boy)
  - Virtual Boy Wario Land (Virtual Boy)
  - Wario Land II (Game Boy Color)
  - Wario Land 3 (Game Boy Color)
  - Wario Land 4 (Game Boy Advance)
  - Wario World (Nintendo GameCube)
  - Wario: Master of Disguise (Nintendo DS)
  - Wario Land: The Shake Dimension (in Nordamerika: Wario Land: Shake It!, in Japan: Wario Land: Shake; Wii)

- Die WarioWare-Reihe:
  - WarioWare, Inc.: Minigame Mania (Game Boy Advance)
  - WarioWare, Inc.: Mega Party Game$ (GameCube)
  - WarioWare: Touched! (Nintendo DS)
  - WarioWare: Twisted (Game Boy Advance)
  - WarioWare: Smooth Moves (Wii)
  - WarioWare: D.I.Y. (Nintendo DS)
  - WarioWare: Snapped! (Nintendo DS DSiWare)
  - WarioWare: Myself (Nintendo DSi)
  - WarioWare: D.I.Y. Showcase (Wii WiiWare)
  - Game & Wario (Wii U)
  - WarioWare Gold (Nintendo 3DS)
  - WarioWare Get it Together! (Nintendo Switch)
  - WarioWare: Move It! (Nintendo Switch)

- Sonstige:
  - Mario & Wario (Super Famicom)
  - Wario’s Woods (NES, SNES)

## Wario in anderen Spielen
- In der Mario-Kart-Reihe:
  - Mario Kart 64 (Nintendo 64)
  - Mario Kart Double Dash!! (GameCube)
  - Mario Kart Super Circuit (Game Boy Advance)
  - Mario Kart DS (Nintendo DS)
  - Mario Kart Wii (Wii)
  - Mario Kart 7 (Nintendo 3DS)
  - Mario Kart 8 (Nintendo Wii U)
  - Mario Kart 8 Deluxe (Nintendo Switch)
  - Mario Kart Tour (iOS, Android)

- In der Mario-Party-Reihe:
  - Mario Party (Nintendo 64)
  - Mario Party 2 (Nintendo 64)
  - Mario Party 3 (Nintendo 64)
  - Mario Party 4 (GameCube)
  - Mario Party 5 (GameCube)
  - Mario Party 6 (GameCube)
  - Mario Party 7 (GameCube)
  - Mario Party 8 (Wii)
  - Mario Party 9 (Wii)
  - Mario Party 10 (Wii U)
  - Super Mario Party (Nintendo Switch)
  - Mario Party Superstars (Nintendo Switch)
  - Super Mario Party Jamboree (Nintendo Switch)

- In der Super-Smash-Bros.-Reihe
  - Super Smash Bros. Brawl (Wii)
  - Super Smash Bros. for Nintendo 3DS / for Wii U (3DS / Wii U)
  - Super Smash Bros. Ultimate (Nintendo Switch)

- Sonstige:
  - Super Mario Land 2 – 6 Golden Coins (Game Boy)
  - Wario Blast Featuring Bomberman! (Game Boy)
  - Mario & Wario (SNES)
  - Mario Golf (Nintendo 64)
  - Mario Golf: Toadstool Tour (GameCube)
  - Mario Golf: Advance Tour (Game Boy Advance)
  - Mario Tennis (Nintendo 64)
  - Mario Tennis Aces (Nintendo Switch)
  - Mario Power Tennis (GameCube)
  - Mario Tennis Ultra Smash (Wii U)
  - Mario Smash Football (Gamecube)
  - Mario Strikers Charged Football (Wii)
  - Super Mario 64 DS (Nintendo DS)
  - Mario Slam Basketball (Nintendo DS)
  - Mario & Sonic bei den Olympischen Spielen (Wii)
  - Mario & Sonic bei den Olympischen Winterspielen (Wii)
  - Mario & Sonic bei den Olympischen Spielen in London 2012 (Wii/Nintendo 3DS)
  - Mario & Sonic bei den Olympischen Winterspielen in Sotchi 2014 (Wii U/Nintendo 3DS)
  - Mario Sports Mix (Wii)